# Trofeo Masferrer
Der Trofeo Masferrer, auf Katalanisch Trofeu Masferrer, war ein Radrennen in Spanien, das von 1932 bis 1994 in verschiedenen Orten von Katalonien ausgetragen wurde.
In den ersten Jahren war der Trofeo ein Eintagesrennen, von 1940 bis 1945 ein Etappenrennen; anschließend wurde es wieder als Eintagesrennen durchgeführt. Die Strecke betrug in der Regel rund 200 Kilometer. Von 1963 bis 1967 diente das Rennen als Etappe der Setmana Catalana de Ciclisme. Erfolgreichster Fahrer mit drei Siegen war der Spanier Domingo Perurena.
Der Name des Rennens ging auf Narcís Masferrer zurück, den Begründer der Zeitschrift Mundo Deportivo.

## Palmarès
| - 1932 Mariano Cañardo - 1933 Mariano Cañardo - 1934 Isidro Figueras - 1935 Luigi Ferrando - 1936 Antonio Prior - 1937–1939 nicht ausgetragen (Spanischer Bürgerkrieg) - 1940 Francisco Antonio Andrés - 1941 Fernando Murcia Legaz - 1942 Fernando Murcia Legaz - 1943 Julián Berrendero - 1944 Francisco Antonio Andrés - 1945 Enrique Armengol - 1946 Miguel Gual - 1947 Miguel Gual - 1948 nicht ausgetragen - 1949 Miguel Bover Pons - 1950 Francisco Masip - 1951 Manuel Rodriguez Barros - 1952 Francisco Alomar - 1953 Hortensio Vidaurreta | - 1954 Miguel Poblet - 1955 Gabriel Company - 1956 Francisco Masip - 1957 Vicente Iturat - 1958 Juan Crespo - 1959 Gabriel Company - 1960 Francisco Moreno Martínez - 1961–1962 nicht ausgetragen - 1963 Adolf De Waele - 1964 Jaime Alomar Florit - 1965 Antonio Bertran Panadés - 1966 Manuel Martin Pinera - 1967 Jaime Alomar - 1968 Dino Zandegù - 1969 Dino Zandegù - 1970 Ramón Sáez Marzo - 1971 Domingo Perurena - 1972 Francisco Galdós - 1973 Francisco Javier Elorriaga - 1974 Domingo Perurena | - 1975 Domingo Perurena - 1976 Felix Suarez Colomo - 1977 José Luis Viejo - 1978 Miguel María Lasa - 1979 Antoine Gutierrez - 1980 Juan-Martin Ocana Lopez - 1981 Daniel Gisiger - 1982 Pedro Muñoz - 1983 Julián Gorospe - 1984 Alberto Fernández Blanco - 1985 Noël Dejonckheere - 1986 Antonio Esparza - 1987 Roberto Cordoba Asensi - 1988 Mathieu Hermans - 1989 Casimiro Moreda García Tizón - 1990 Enrique Alberto Aja Cagigas - 1991 Malcolm Elliott - 1992 Mario Manzoni - 1993 José Luis Rodríguez García - 1994 Ángel Edo |